# Jardin de l'État

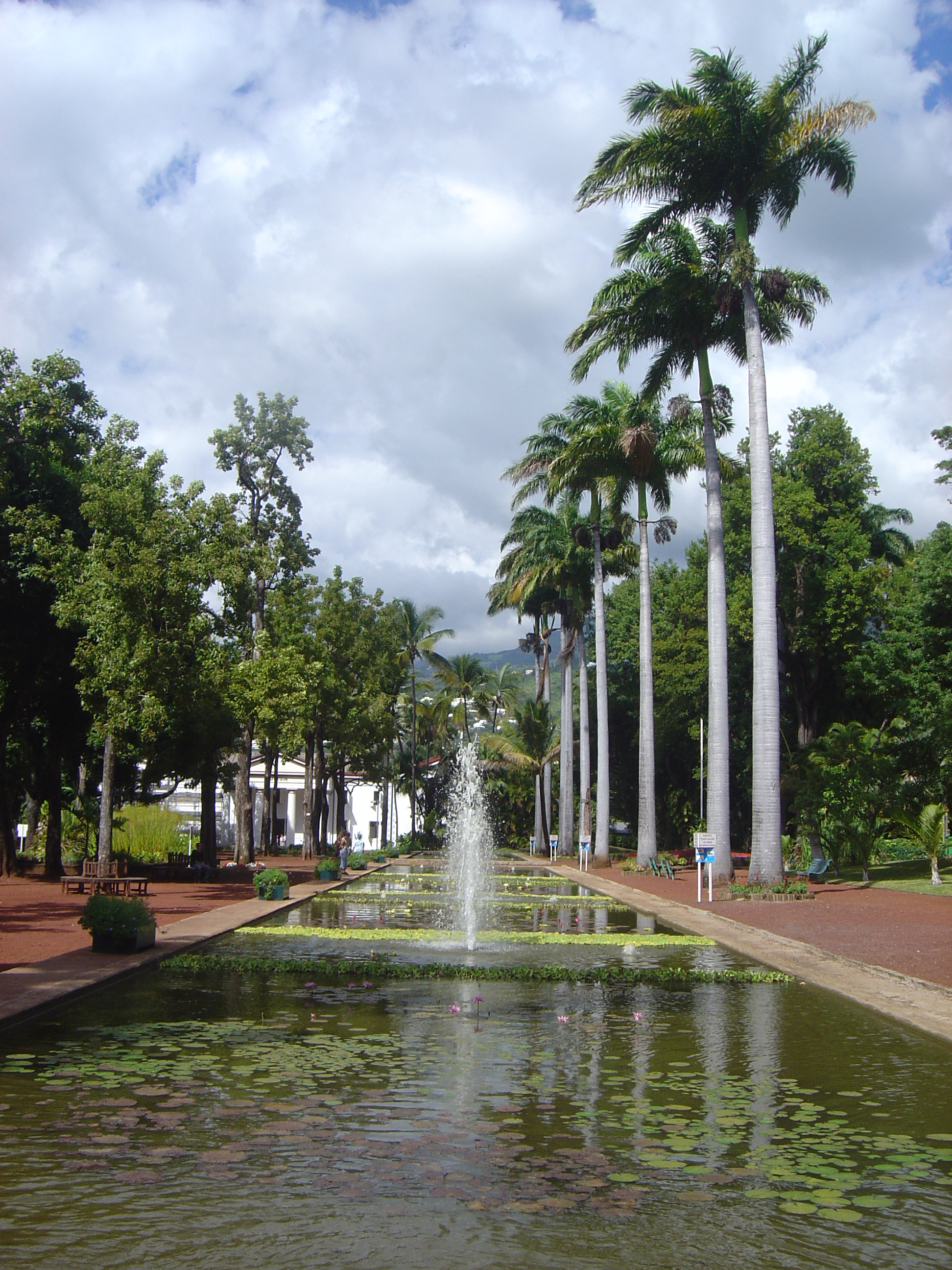
Parte do Jardim do Estado.

O  Jardin de l'État ( Jardim do Estado ), anteriormente chamado de  Jardín del Rey ( Jardim do Rei ) é o único jardim botânico de  Saint-Denis, na ilha de Reunião, no Oceano Índico.
Na sua entrada principal tem um pequeno espaço com dois arcos em pedra e um busto do general do Primeiro Império   François Gédéon Bailly de Monthion. Também tem no jardim um busto de  de Pierre Poivre e uma fonte Wallace.

## História
Foi criado a partir de   1767  pela Companhia Francesa das Índias Orientais. O Jardim do Rei foi um parque público e um centro de aclimatação de plantas importadas com a finalidade de melhorar a agricultura colonial da Ilha de Bourbon, nome da ilha Reunião na época. O Jardim conheceu sua idade de ouro nos princípios do século XIX, quando  botânicos  como  Joseph Hubert, Nicolas Bréon e  Jean Michel Claude Richard introduziram plantas recolhidas fora da ilha por especialistas como  Pierre Poivre,  com a função de cultivar e manter  árvores e  especiarias. 
Em 1825, o jardim tinha mais de 2.000 espécies, quando foram  distribuidas mais de 7.000 plantas entre a população da ilha. A partir de  1848, passou a ser usado para festas e exposições, atividades incompatíveis com os objetivos científicos propostos inicialmente.  Com a departamentalização em  1948, seu nome foi mudado de "Jardim do Rei" para "Jardim do Estado". Em agosto de 1855 foi inaugurado o Museu de História Natural nas dependências do Jardim.

## Árvores
Alguns exemplos de plantas  introduzidos no Jardim foram: 
| - Adansonia digitata - Adenanthera pavonina - Araucaria columnaris - Artocarpus heterophyllus - Averrhoa carambola - Bambusa glaucescens - Barringtonia asiatica - Caryota mitis - Chrysophyllum cainito - Cocos nucifera - Cordia amplifolia . - Couroupita guianensis - Crescentia cujete - Damara araucaria. - Dictyosperma album - Elaeis guineensis - Elaeodendron orientale - Enterolobium cyclocarpum - Eucalyptus citriodora - Ficus microcarpa - Heritiera littoralis - Hymenaea courbaril - Inga laurina | - Khaya senegalensis - Kigelia africana - Livistona chinensis - Majidea zanguebarica - Mangifera indica - Melaleuca quinquenervia - Mimusops coriacea - Pandanus sanderi - Pandanus utilis - Peltophorum pterocarpum - Pterocarpus indicus - Ravenala madagascariensis - Roystonea oleracea - Samanea saman - Senna siamea - Sterculia foetida - Syzygium cumini - Tabebuia pallida - Tamarindus indica - Terminalia arjuna . - Terminalia catappa - Vitex doniana - Yucca elephantipe |

## Informações complementares

### Ligação externa
- Referência à localidade